# ایر نیکاراگوئه
ایر نیکاراگوئه (به انگلیسی: Air Nicaragua) یک شرکت هواپیمایی است که در ۲۲ فوریه ۲۰۱۱ میلادی تأسیس شده‌است. دفتر مرکزی ایر نیکاراگوئه در ماناگوئه، نیکاراگوئه واقع شده‌است و قطب این شرکت هواپیمایی در فرودگاه بین‌المللی اوگوستو سزار ساندینو قرار دارد.